# ليو وي (سياسي)
ليو وي (بالصينية: 刘伟) هو سياسي صيني، ولد في 1 مارس 1958. حزبياً، نشط في الحزب الشيوعي الصيني.